# Luehdorfia longicaudata
Luehdorfia longicaudata är en fjärilsart som beskrevs av Lee 1982. Luehdorfia longicaudata ingår i släktet Luehdorfia och familjen riddarfjärilar. Inga underarter finns listade i Catalogue of Life.